# Temešvár
Temešvár (deutsch Temeschwar oder Neudorf) ist eine Gemeinde in Tschechien. Sie liegt zehn Kilometer nordöstlich von Písek an der Orlík-Talsperre und gehört zum Okres Písek.

## Geographie

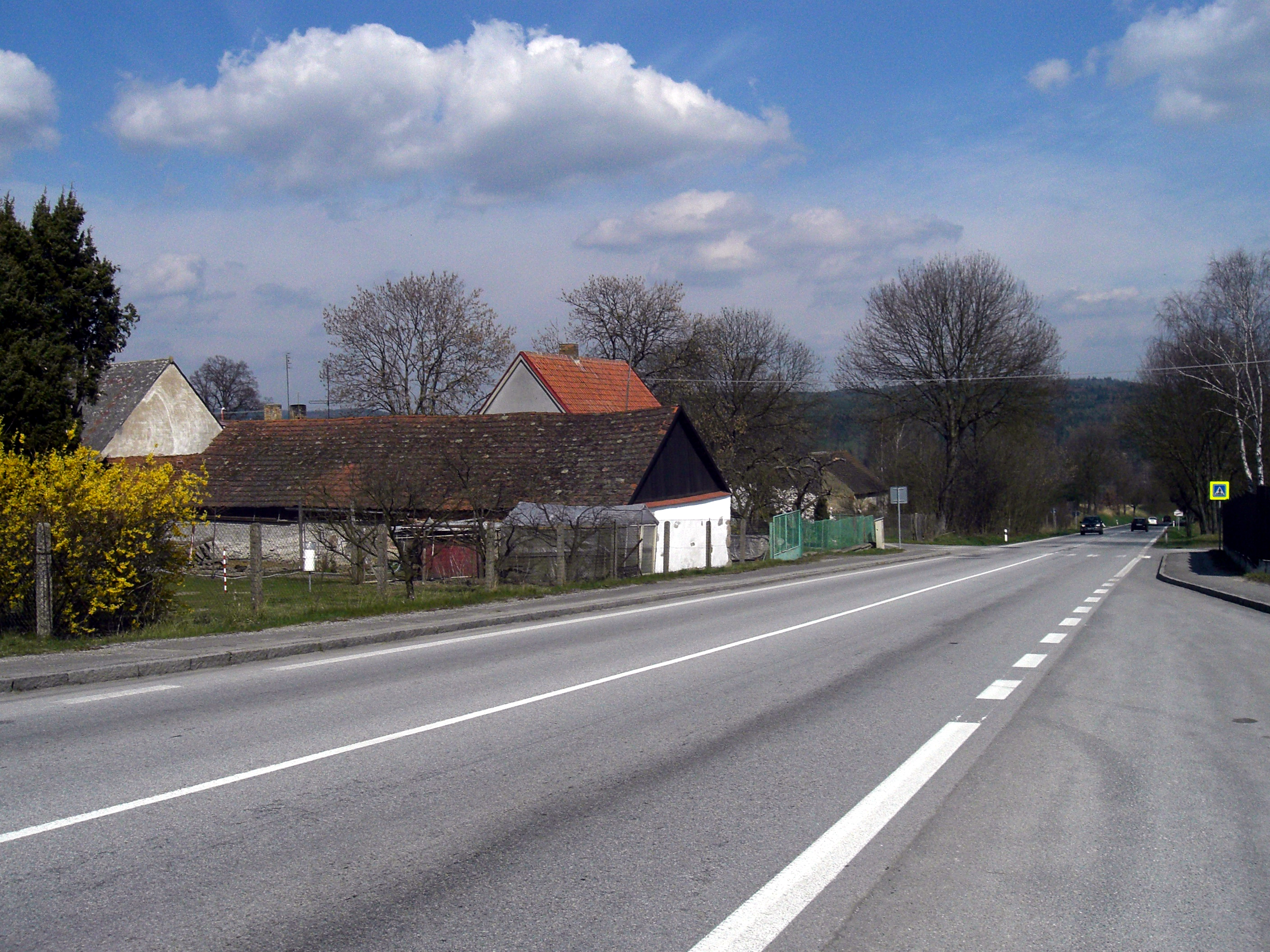
Temešvár

Der Ort befindet sich linksseitig über dem Moldautal, das seit den 1960er Jahren durch die Talsperre Orlík geflutet wurde. Durch Temešvár führt die Staatsstraße I/29 von Písek in Richtung Tábor, die östlich des Dorfes auf der Podolský most den Stausee überquert.
Nachbarorte sind Zálesi im Norden, Červená, Pazderna und Podolsko im Nordosten, Podolí I im Osten, Olešná und Strouhy im Südosten, Chřešťovice und Dobešice im Süden, Pazderny und Jamný im Südwesten, Kašina Hora im Westen sowie Na Babách, Mlačina, Vlastec und Struhy im Nordwesten.

## Geschichte
Das im Jahre 1716 gegründete Dorf wurde nach der Stadt Temeschwar im Banat benannt, die im selben Jahre während der Türkenkriege durch Österreich erobert worden war.
1848 wurde eine Kettenbrücke über die Moldau eingeweiht.
Zwischen 1939 und 1943 entstand die Stahlbetonbrücke Podolský most über das Moldautal. Daneben bestand die alte Kettenbrücke weiter und diente als örtlicher Kommunikationsweg. Im Zuge des Baus des Moldautalsperre wurde die als Technisches Denkmal geschützte Kettenbrücke vor der Überflutung für einen künftigen Wiederaufbau anderer Stelle zerlegt und abgetragen. Am 30. September 1963 wurden durch die Talsperre einige kleine Siedlungen im Moldautal überflutet. Die verfallenen Chaluppen dienten zuvor als Schlupfwinkel für Raubgesindel.
Die über 1000 Stahlseile und 2000 Granitblöcke der Kettenbrücke lagerten 13 Jahre im Depot, ehe für sie an der Lainsitz bei Sedlec ein neuer Standort gefunden wurde. Der Wiederaufbau er nun als Sedlecký most bekannten Kettenbrücke erfolgte zwischen 1971 und 1975.
Die alte Dorfschule wurde 2001 saniert und zu einem Wohnhaus mit sieben Wohnungen umgestaltet. Im Ort befindet sich ein Schulungszentrum der Elektrotechnischen Fakultät der Tschechischen Technischen Universität Prag.

## Sehenswürdigkeiten
- Podolský most, Straßenbrücke, die 510 m lange Bogenbrücke aus Stahlbeton entstand in den Jahren 1939 bis 1943, der Entwurf wurde 1937 in Paris zur schönsten Brücke Europas gekürt.

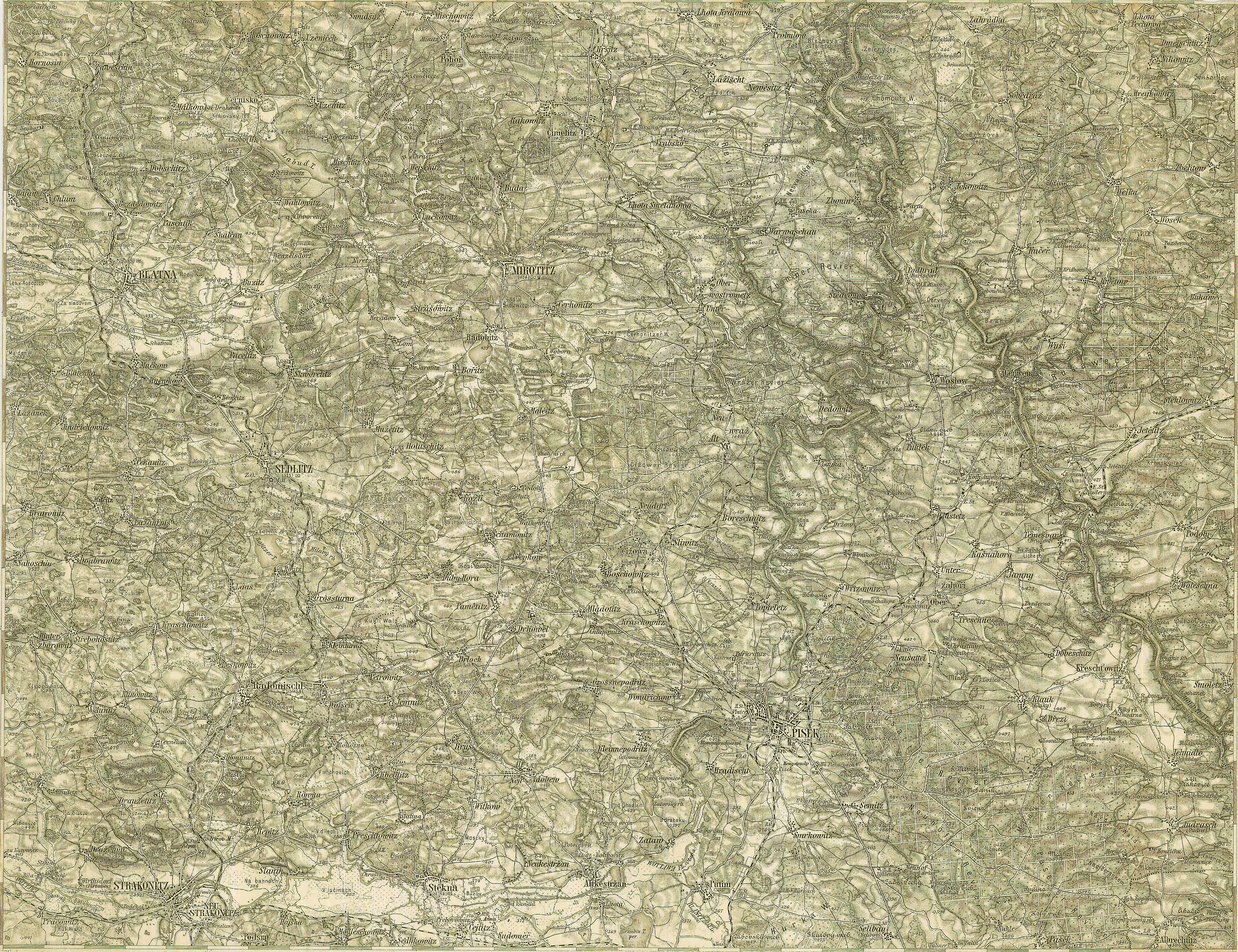
Temešvar (Neudorf) nordöstlich von Písek, Ende des 19. Jahrhunderts (Mitte rechts, Spezialkarte der 3. Landesaufnahme)

- neogotische Kapelle
- Christuskreuz Starý kříž
- rekonstruierter Dorfbrunnen